# Client Access License
Клиентская лицензия (англ. Client Access License, CAL) — один из типов лицензирования проприетарного программного обеспечения.
Клиентские лицензии используются в клиент-серверной вычислительной среде и дают право клиентам подключаться к серверам и использовать предоставляемые ими сервисы или ресурсы.

## Варианты клиентских лицензий

### Клиентские лицензии Microsoft
В программных продуктах  Microsoft клиентская лицензия является правовым основанием для пользователей осуществлять доступ к серверным продуктам Microsoft посредством сетевого соединения. У Microsoft лицензия CAL представляет собой юридический документ, но не программное обеспечение. Потребность в клиентской лицензии Microsoft возникает вне зависимости от программно-аппаратной архитектуры, она определяется наличием соответствующего серверного продукта Microsoft.
Как правило, она состоит из сертификата подлинности (COA) и лицензионного ключа, который иногда прилагается к самому сертификату. Различные издания большинства серверного программного обеспечения Microsoft, как правило, включают небольшое количество лицензий, и это позволяет пользоваться программным обеспечением либо нескольким пользователям, либо нескольким компьютерам, в зависимости от режима лицензирования CAL. Если необходимы дополнительные подключения к серверу, то  должны быть куплены дополнительные клиентские лицензии.
Некоторым серверным продуктам Microsoft требуется одна лицензия на одновременное подключение, при котором одна клиентская лицензия требуется для каждого уникального соединения с клиентом в любой момент времени. Рассмотрим, например, сеть малого предприятия, где компьютеры используются десятью людьми, но никогда более пяти человек одновременно не используют компьютер в любой момент времени. В этом случае, потребуется только 5 лицензий. Тем не менее, некоторые продукты Microsoft и режимы лицензирования требуют CAL для каждого уникального клиента, независимо от того, сколько будут подключаться в любой конкретный момент времени. Некоторые из серверных приложений Microsoft не требуется лицензии на все, как в случае с Windows Server Web Edition.

### Клиентские лицензии IBM
В продукте Rational Asset Manager разработки IBM существует несколько вариантов клиентских лицензий с разным уровнем доступа:
- Издатель — предоставляет доступ ко всем возможностям продукта;
- Ассистент — предоставляет доступ к ограниченному набору возможностей продукта.